# Mary Ellen Pleasant
Mary Ellen Pleasant, född 19 augusti troligen 1814, död 4 januari 1904 i San Francisco, var en amerikansk entreprenör och abolitionist. Hon är känd som en framträdande figur inom affärsvärlden i San Francisco under guldrushen i Kalifornien och som en av de första kvinnliga afroamerikanska miljonärerna. Hon nämns vid sidan av Luzena Wilson och Mary Jane Megquier som bland de mest bemärkta exemplen på de kvinnor som tjänade förmögenheter på guldrushen genom att sälja hushållstjänster till guldletarna.

## Biografi
Mycket av Mary Ellen Pleasants liv förblir okänt; vissa historiker menar att hon var född in i slaveri, men uppgifterna varierar. På grund av sin ljusa hy kunde hon beskriva och identifierade sig själv som vit stora delar av sitt liv, trots att hon enligt sin självbiografi var dotter till en svart kvinna. Den vita klassificering hon påtog sig själv användes för att undkomma tidens förtryck och rasism.
Från 1858 och framåt drev hon en rad affärsverksamheter i San Francisco, innefattande tvätterier, hotell, fastighetsinvesteringar och räkenskapsverksamhet, och tjänade en förmögenhet som gjorde henne till tidens näst rikaste afroamerikan i Kalifornien. Hon var en kontroversiell figur och även aktiv abolitionist. Hennes karriär inom hushållstjänster ägde rum i ett Kalifornien där det rådde en stor brist på kvinnor och hushållssysslor ansågs skamliga för män att utföra, vilket innebar att det fanns en realistisk möjlighet för kvinnor att bli rika på hushållstjänster i Kalifornien under nybyggartiden. När det blev välkänt att hon var svart kom hon att mötas av stor fördömelse av särskilt pressen som beskrev henne som en ”woodohäxa”; det ryktades att hon var sutenör och mördare. Ett vanligt smeknamn kom att vara ”Mammy Pleasant”, ett namn som hon avskydde eftersom mammy var en rasistisk term associerad med stereotypen om förslavade svarta kvinnor.
Hon var gift med John Smith, en förmögen plantageägare som hade frigivit sina slavar.